# Holandia Północna
Holandia Północna (niderl. Noord-Holland, fryz. Noard-Holland) – prowincja w północno-zachodnich Niderlandach ze stolicą w Haarlem. Położona nad Morzem Północnym. Ma powierzchnię 4091,76 km² (ląd 2671 km²) i w 2017 r. liczyła 2 813 466 mieszkańców, będąc drugą co do liczby ludności prowincją Holandii. Największym miastem jest Amsterdam, stolica kraju i główny cel turystyczny oraz siedziba międzynarodowych organizacji w prowincji.

## Geografia
Holandia Północna położona jest głównie na szerokim półwyspie nad Morzem Północnym, z otwartym morzem na zachodzie, akwenem przybrzeżnym Morza Wattowego na północnym wschodzie i jeziorami powstałymi z przedzielenia dawnej zatoki Zuiderzee: Markermeer i IJsselmeer na wschodzie. Należą też do niej położona na północ od półwyspu wysepka Noorderhaaks oraz wyspa Texel z gminą miejską o tej samej nazwie, pierwsza od zachodu i największa w archipelagu Wysp Zachodniofryzyjskich: w ten sposób od północy Holandia Północna graniczy z fryzyjską wyspą Vlieland.
Od południa prowincja graniczy z Holandią Południową i prowincją Utrechtu, od wschodu przez wodę i tamę Houtribdijk z Flevolandem, a od północnego zachodu ponownie z prowincją Fryzji przez wodę i tamę Afsluitdijk.
Holandia Północna zawiera szereg regionów wydzielanych z powodów historycznych lub innych, wśród nich: Amstelland (region rzeki Amstel), obszar Gooi (Het Gooi), wydarty wodzie w XIX wieku polder Haarlemmermeer, region rzeki Zaan oraz fragment konurbacji Randstad.

## Historia
Prowincja Holandii Północnej obejmuje północną część historycznego Hrabstwa Holandii (z podbitą Fryzją Zachodnią) i jest wynikiem wielu przekształceń, podziałów i połączeń. Jej tereny wchodziły w skład Republiki Batawskiej (w przybliżeniu departamenty: Texel, Amstel i Delf) oraz Królestwa Holandii, po reformie administracyjnej 1807 roku odpowiadał im w przybliżeniu Departament Amstellandu. Po pokonaniu Francuzów, w 1814 roku została utworzona prowincja Holandii, posiadająca jednak dwóch gubernatorów, dla części północnej i południowej.
Holandia Północna jako prowincja o tej nazwie została utworzona w 1840 roku w wyniku podziału prowincji Holandii (będącej częścią Królestwa Zjednoczonych Niderlandów, a potem Królestwa Niderlandów) na Holandię Południową i Północną. W efekcie jednoczesnego przyłączenia do mniejszej części północnej terytoriów Fryzji Zachodniej powstała prowincja Holandii Północnej zawiera, obok części historycznej Holandii, część historycznej Fryzji. Nie był to jednak koniec zmian, np. wyspy Vlieland i Terschelling zostały zwrócone Fryzji w 1942 roku, a w 1950 roku prowincji Overijssel oddano dawną wyspę Urk (obecnie w Flavolandzie).

## Gminy
Holandia Północna podzielona jest na 44 gminy.
- Aalsmeer
- Alkmaar
- Amstelveen
- Amsterdam
- Bergen
- Beverwijk
- Blaricum
- Bloemendaal
- Castricum
- Den Helder
- Diemen
- Dijk en Waard
- Drechterland
- Edam-Volendam
- Enkhuizen
- Gooise Meren
- Haarlem
- Haarlemmermeer
- Heemskerk
- Heemstede
- Heiloo
- Hilversum
- Hollands Kroon
- Hoorn
- Huizen
- Koggenland
- Landsmeer
- Laren
- Medemblik
- Oostzaan
- Opmeer
- Ouder-Amstel
- Purmerend
- Schagen
- Stede Broec
- Texel
- Uitgeest
- Uithoorn
- Velsen
- Waterland
- Wijdemeren
- Wormerland
- Zaanstad
- Zandvoort

## Statystyki
Według oficjalnych statystyk, prowincję zamieszkiwało 2 813 466 mieszkańców (2017) w 1 300 093 domostwach (2016). W 2015 r. produkt prowincji brutto wyniósł 141 784 mln euro.
Religie w 2015 r. (od 18. roku życia):
- Żadna – 62,9%
- Katolicyzm – 16,3%
- Holenderski Kościół Reformowany – 2,9%
- Kościoły reformowane – 1,6%
- Kościół Protestancki w Holandii (zjednoczone kościoły reformowane i luterański) – 3,4%
- Islam – 6,6%
- Judaizm – 0,3%
- Hinduizm – 0,6%
- Buddyzm – 0,6%
- Inne – 4,7%

Mimo unii kościołów, wielu wiernych wciąż nie zidentyfikowało się z nowym połączonym Kościołem Protestanckim w Holandii.